# シーザー・ペリ
シーザー・ペリ（César Pelli、1926年10月12日 - 2019年7月19日）は、アルゼンチン出身のアメリカの建築家。「ペリ・クラーク・ペリ・アーキテクツ」代表。

## 概要
設計事務所は、イェール大学で有名なアメリカ合衆国コネチカット州のニューヘイブンに本部がある。1980年代のポストモダン建築の時代に一世を風靡したペリのそのデザインは、曲線を描くファサードの多用や金属素材の印象的な使用で知られている。また、世界有数の高さを誇る超高層オフィスビルの数々や都市のランドマークとなる建築物の設計などを手がける事でも知られる。
ペリは1926年にサン・ミゲル・デ・トゥクマンで生まれ、サン・ミゲル・デ・トゥクマン国立大学で建築を学ぶ。1949年に同校を卒業した後、1952年アメリカ合衆国に移民し、イリノイ大学アーバナ・シャンペーン校で学んだ。1964年にはアメリカの市民権を得た。彼の建築家としての輝かしいキャリアは1954年から10年間勤めたエーロ・サーリネンの建築設計事務所での勤務からはじまっている。また彼は教育者でもあり、1977年にイェール大学建築学部の学部長に任命され、1984年までその任を果たしている。若い建築学生たちに向けて書いた著書『Observations for Young Architects』もある。
1991年、AIA（アメリカ建築家協会）は、ペリをアメリカで最も影響力のある存命中の建築家10人の一人に選定した。ペリは多くの建築賞を受賞しているが1995年にはAIAゴールドメダルを受賞し、建築の理論と実践のうえで影響を残し続ける数多くの重要な作品を残したことが評価された。
ペリの有名な作品は、マレーシアの首都クアラルンプールにある一時は世界一の高さを誇ったペトロナスツインタワーや、ニューヨークのワールドフィナンシャルセンター、ニューヨーク近代美術館増築、カーネギーホールタワー、香港の香港国際金融中心などが上げられる。また、ペリは日本でも羽田空港第二ターミナルビル、愛宕グリーンヒルズ、日本橋三井タワー、中之島三井ビルディング、NTT新宿本社ビル（現在のNTT東日本本社）、国立国際美術館、大阪歴史博物館、シーホーク ホテル＆リゾート（現在のヒルトン福岡シーホーク）、倉吉パークスクエア、あべのハルカス、麻布台ヒルズなどを手がけている。
2019年7月19日、コネチカット州ニューヘイブンの自宅で家族に見守られながら死去、享年92歳。遺作となった麻布台ヒルズは死から4年後の2023年6月30日に竣工した。

## 経歴

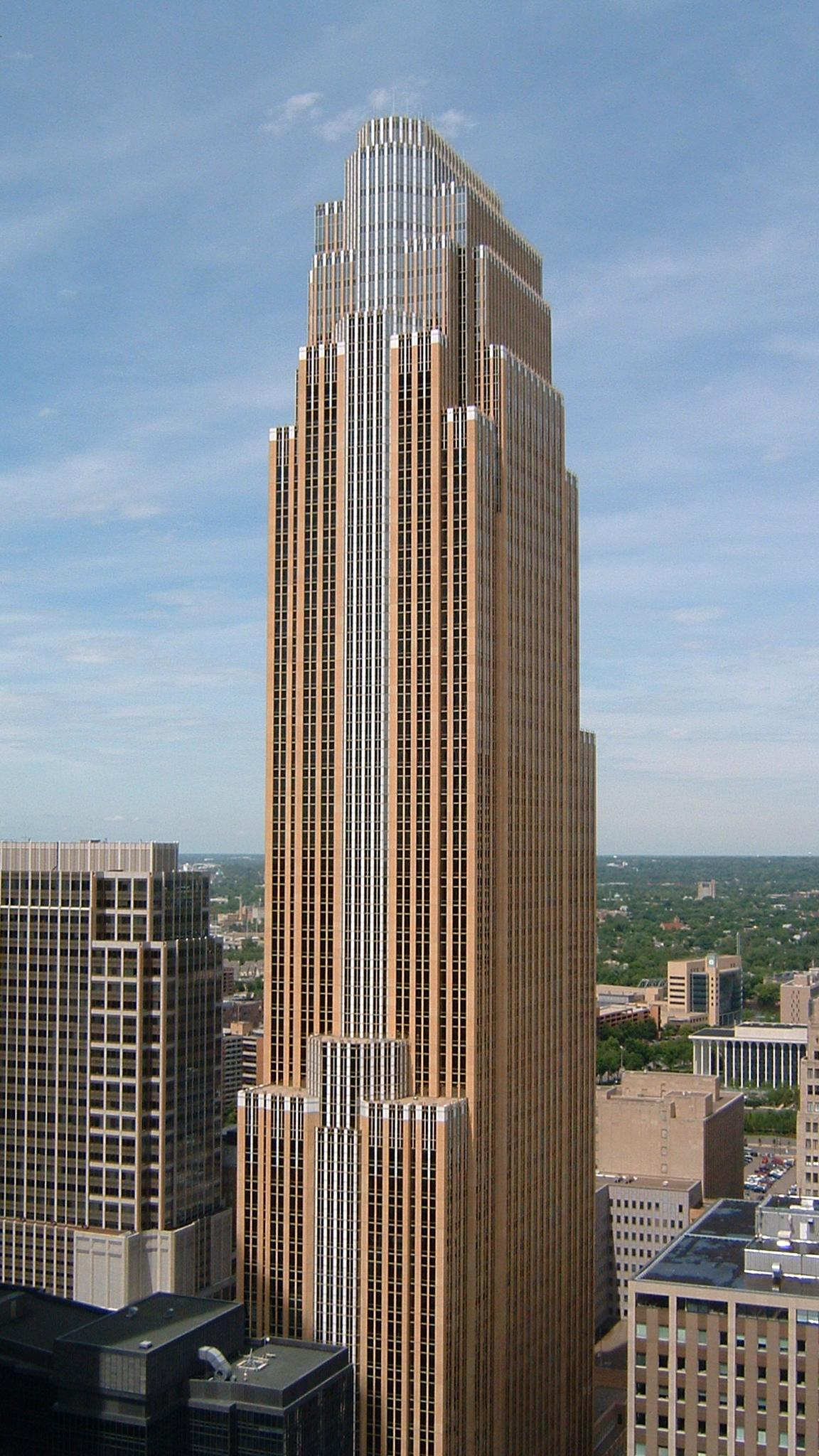
Wells Fargo Center、ミネアポリス

- エーロ・サーリネン事務所でプロジェクト・デザイナー
  - ニューヨーク・ジョン・F・ケネディ国際空港のトランス・ワールド航空ターミナルビル (TWAフライトセンター)、1962年
  - イェール大学のモースカレッジ（Morse College）とスティルスカレッジ（Stiles College）、1962年
- ロサンゼルス、ダニエル・マン・ジョンソン&メンデンホール社（Daniel, Mann, Johnson & Mendenhall）でデザイン・ディレクター
  - メリーランド州クラークスバーグ、COMSAT研究所、1967年 - 1968年（ランドスケープアーキテクトのレスター・コリンズと共同作業）、
- ロサンゼルス、グルエン・アソシエーツ（Gruen Associates）でパートナー（1968年 - 1976年）
- 自身の会社、シーザー・ペリ&アソシエーツ設立（1977年 - ）

## 主な建築

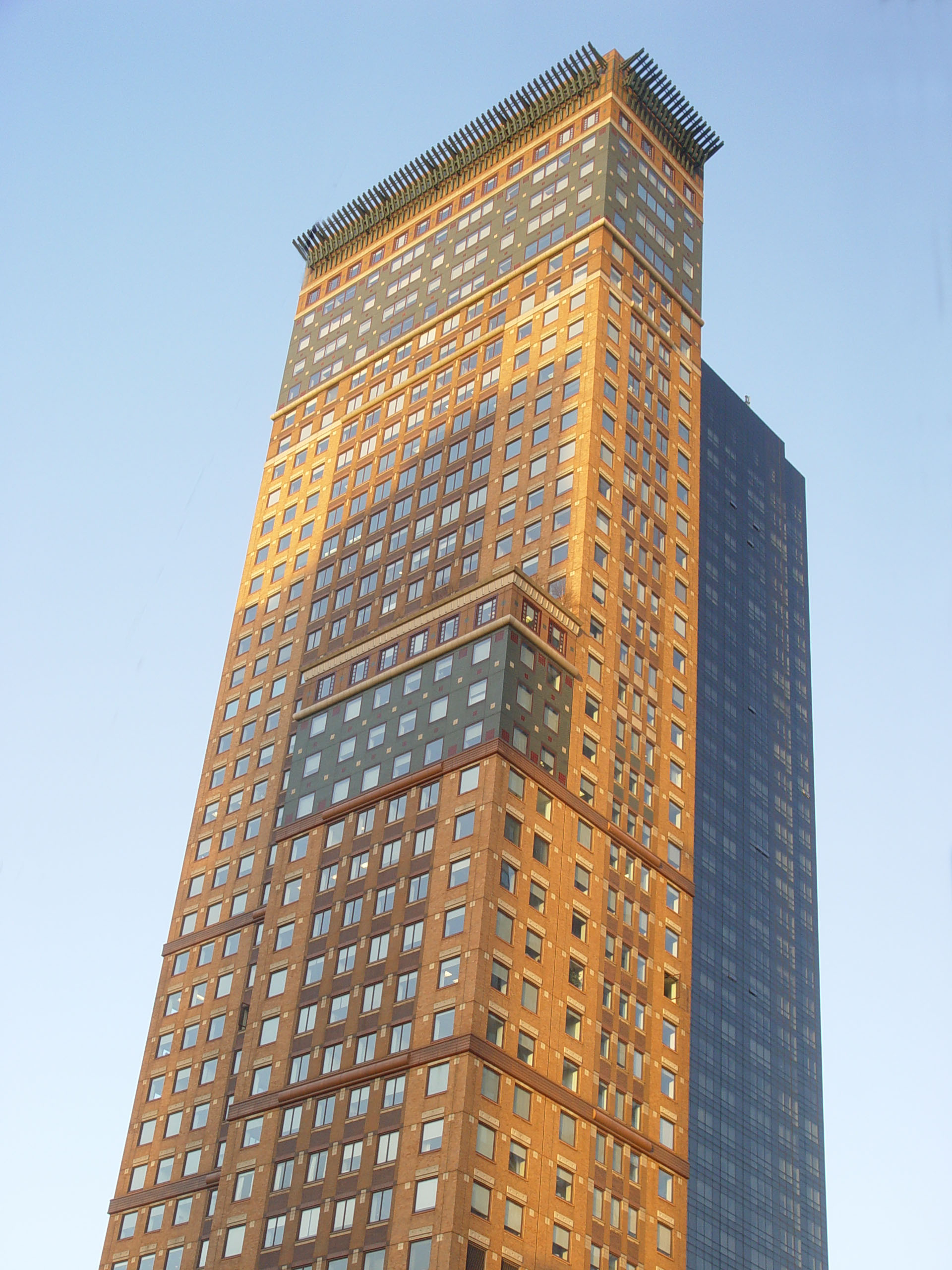
カーネギーホールタワー

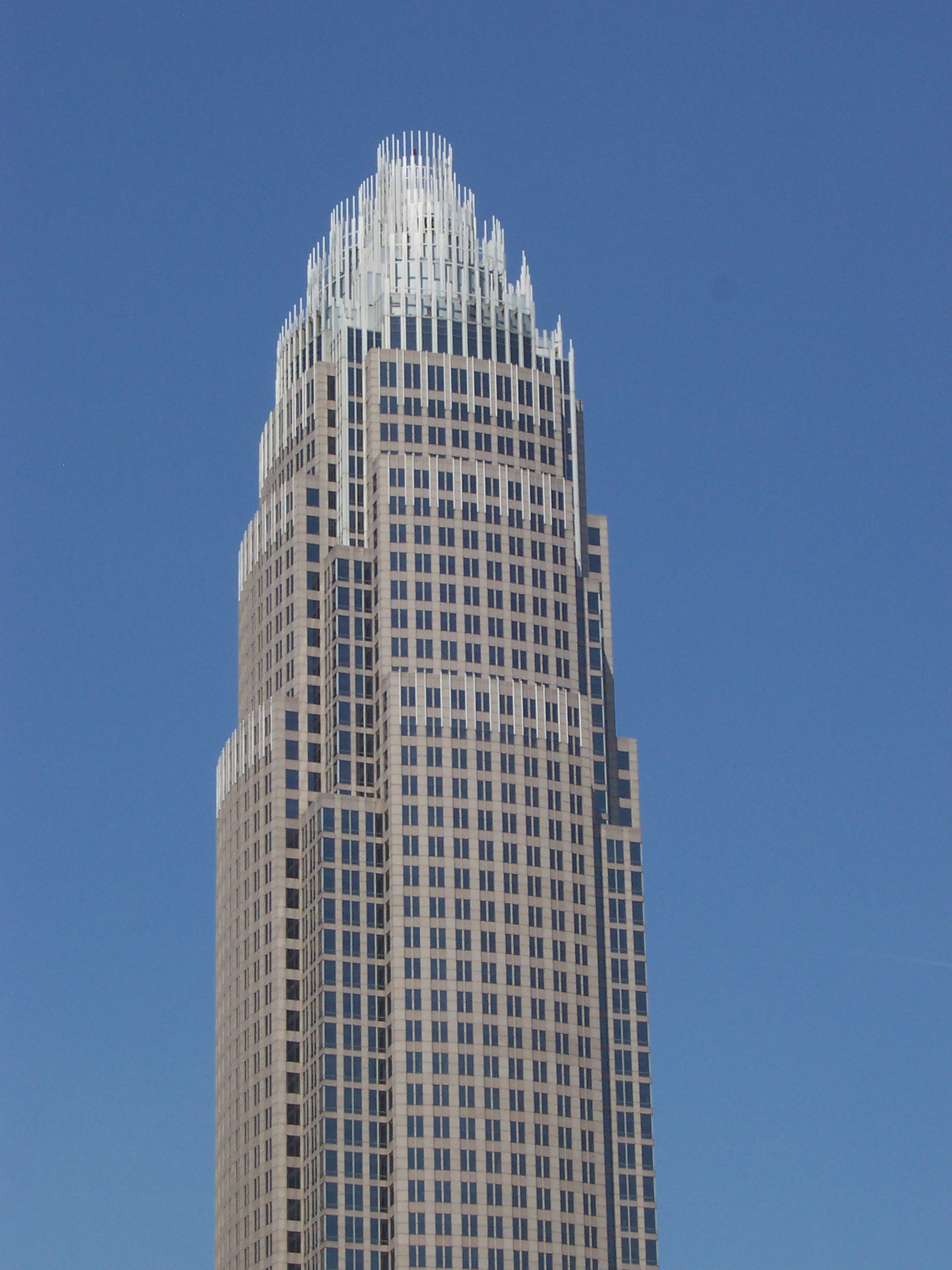
バンク・オブ・アメリカ（ノースカロライナ州シャーロット）

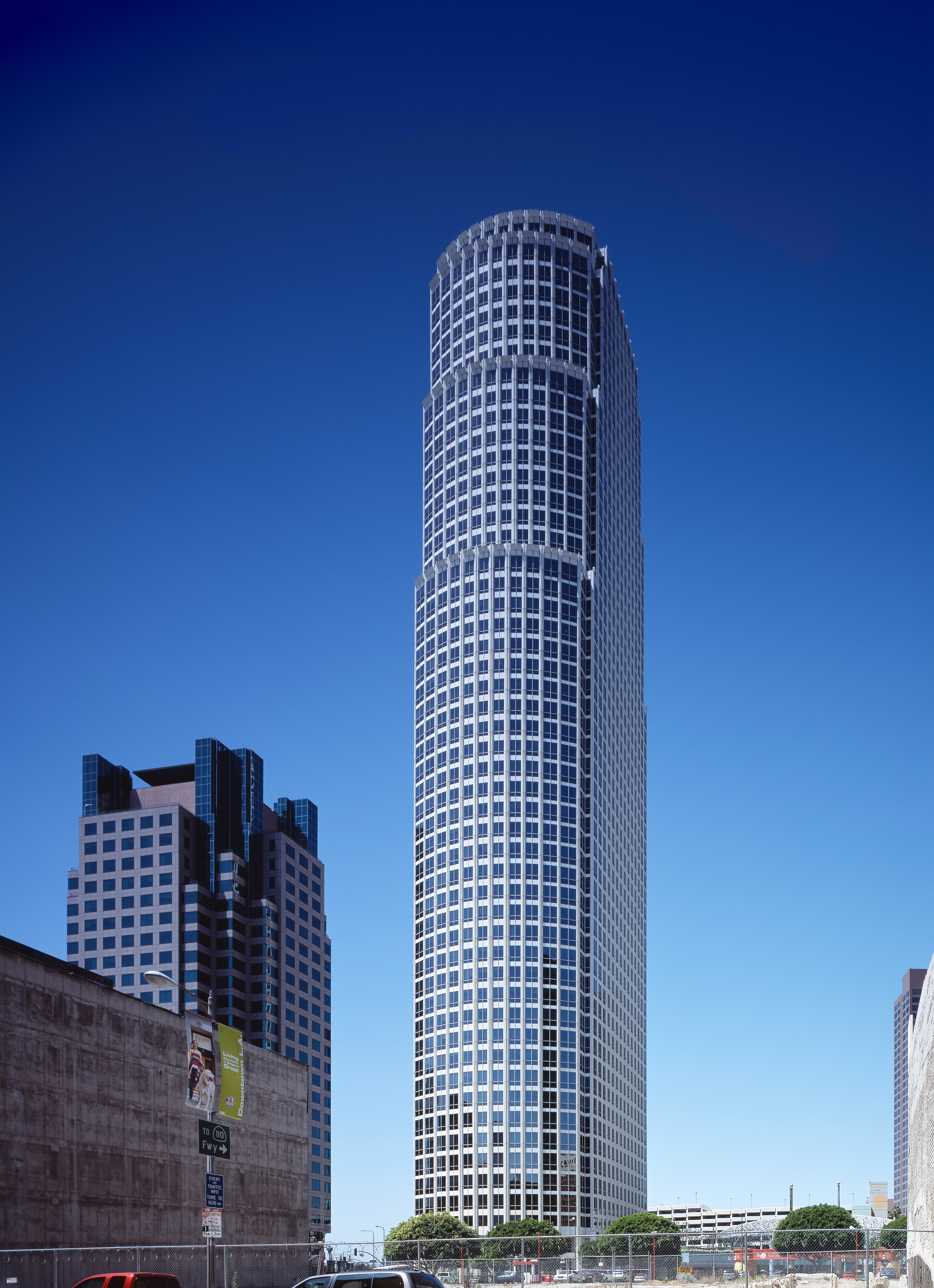
777 Tower（ロサンゼルス）

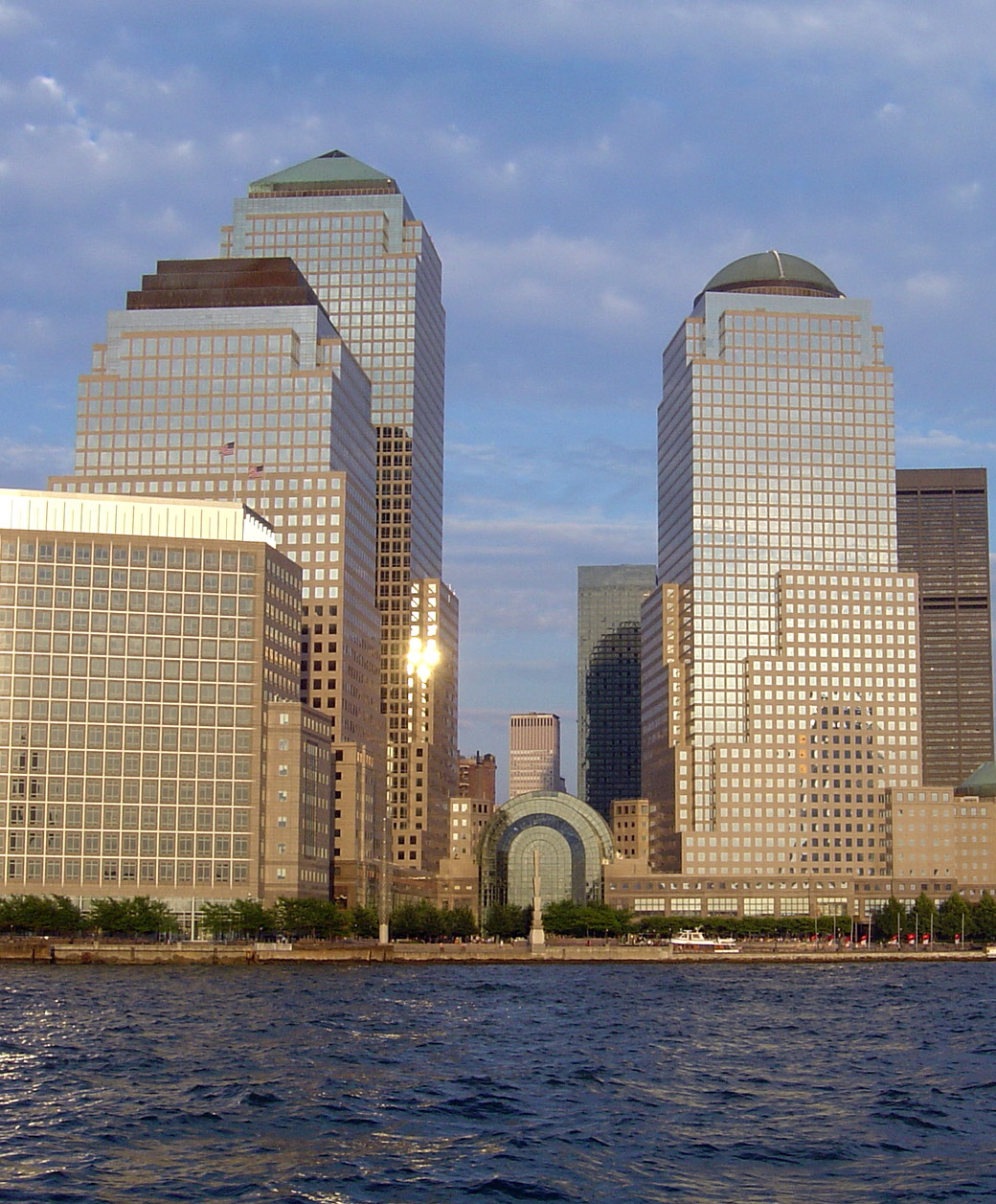
ワールドフィナンシャルセンター（ニューヨーク）

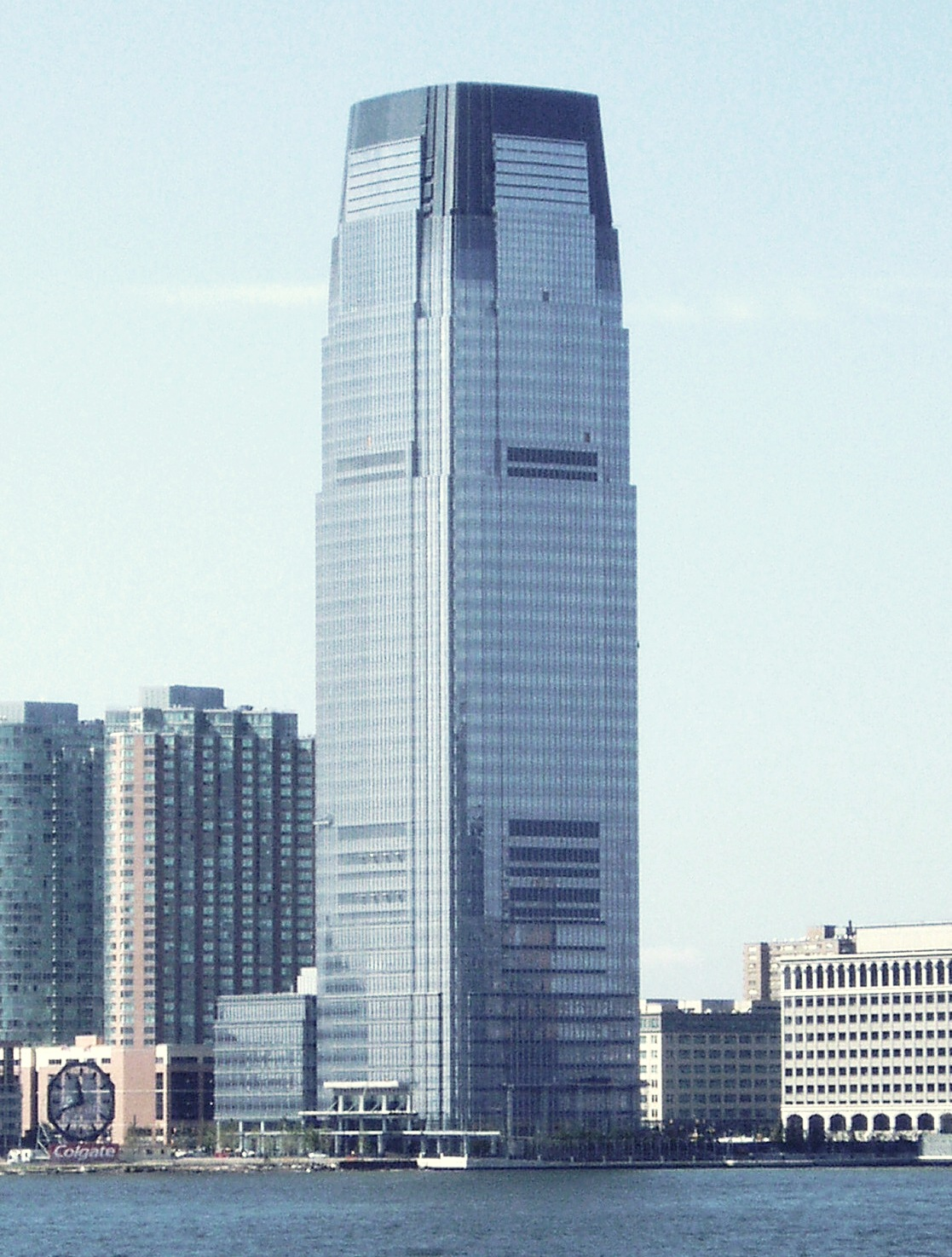
ゴールドマン・サックス・タワー（ジャージーシティ）

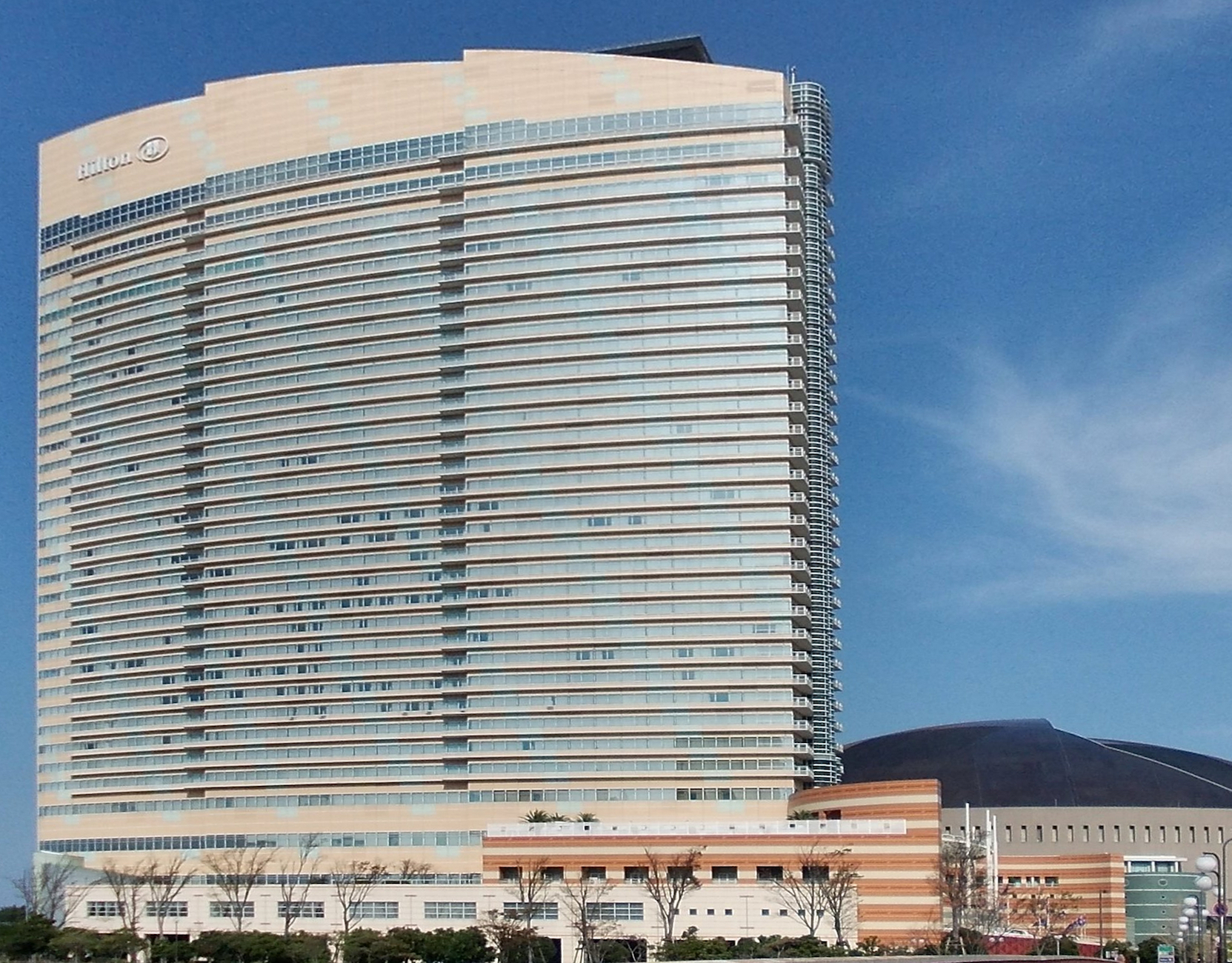
ヒルトン福岡シーホーク（福岡市）

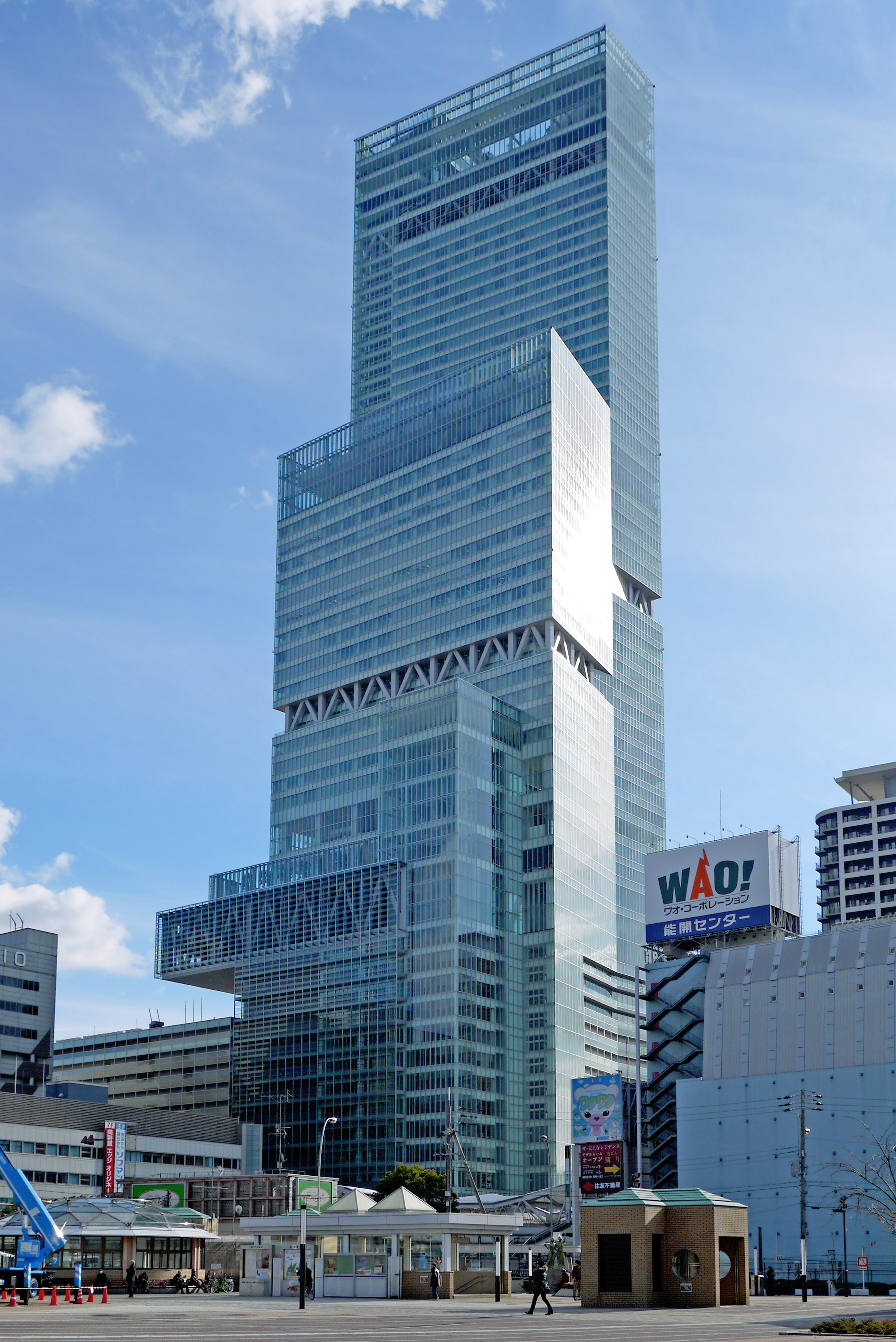
あべのハルカス（大阪市）

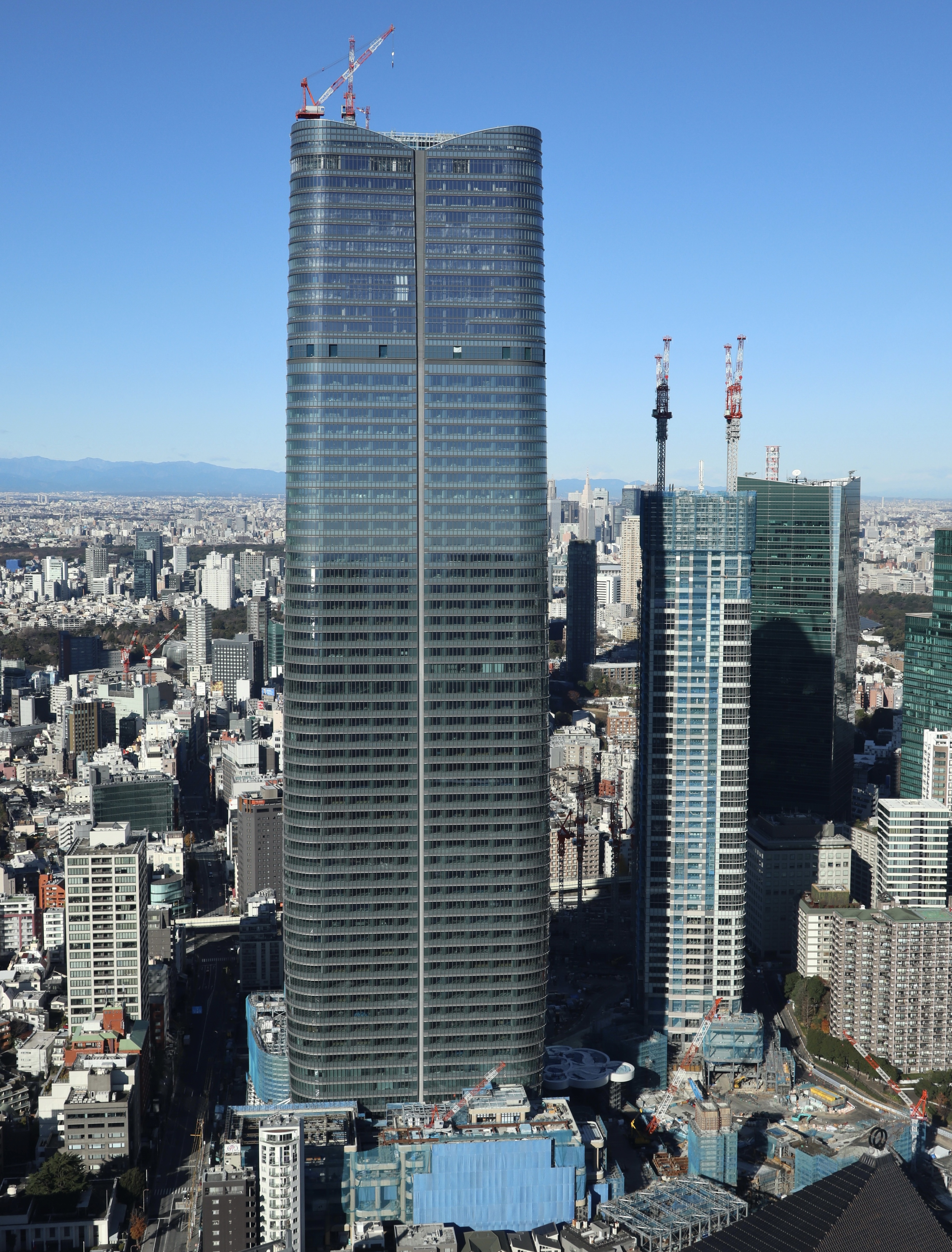
麻布台ヒルズ（港区）

- 1966年: Worldway Postal Center、ロサンゼルス国際空港、ロサンゼルス -
- 1967年: Kukui Gardens housing、ハワイ州ホノルル -
- 1969年: サンバーナーディノ市庁舎、カリフォルニア州サンバーナーディーノ -
- 1972年: パシフィック・デザイン・センター、ロサンゼルス -
- 1972年: 駐日アメリカ合衆国大使館、東京都
- 1980年: 教保生命ビル、ソウル特別市 鍾路区
- 1981年-1987年: ワールドフィナンシャルセンター、ニューヨーク
- 1982年-1984年: ライス大学ヘリング・ホール、テキサス州ヒューストン -
- 1984年: ニューヨーク近代美術館レジデンシャル・タワー、ニューヨーク
- 1984年: マッタタック博物館（Mattatuck Museum）、コネチカット州ウォーターバリー (コネチカット州) -
- 1986年: ワン・カナダ・スクエア、カナリー・ワーフ、ドックランズ、ロンドン
- 1987年: ブルメンタール・パフォーミングアートシアター（Blumenthal Performing Arts Center）、ノースカロライナ州シャーロット -
- 1987年-1990年: カーネギーホール・タワー、ニューヨーク
- 1989年: ノーウェスト・センター（Norwest Center、現ウェルス・ファーゴ・センター Wells Fargo Center）、ミネソタ州ミネアポリス
- 1989年: Gaviidae Common、ミネアポリス - ,
- 1990年: NTT本社、東京都
- 1990年: 181 West Madison、イリノイ州シカゴ - 
  - 50階建ての超高層ビルは、1920年代のシカゴ・トリビューンタワー建築設計競技で2位に終わったもののアメリカに衝撃を与えたエリエル・サーリネンの建築案にインスパイアされたものと考えられる -
- 1991年: Key Tower、オハイオ州クリーブランド
- 1991年: 777 Tower, ロサンゼルス
- 1991年: アロノフ・センター・フォー・パフォーミングアーツ（Aronoff Center for Performing Arts）、オハイオ州シンシナティ - , ,
- 1991年: フランシス・ラーマン・ローブ・アートセンター（Frances Lehman Loeb Art Center）、ヴァッサー大学、ニューヨーク州ポキプシー（Poughkeepsie） -
- 1992年: バンク・オブ・アメリカ・コーポレートセンター、シャーロット
- 1992年: プラザ・タワー、カリフォルニア州コスタメサ
- 1995年: Wachovia Center、ノースカロライナ州ウィンストン・セーラム
- 1995年: シーホーク ホテル＆リゾート（現名称 ヒルトン福岡シーホーク）
- 1996年: レジデンシャル·デル·ボスケ (メキシコシティ、メキシコ)
- 1996年: Edificio República、ブエノスアイレス、アルゼンチン
- 1997年: ロナルド・レーガン・ワシントン・ナショナル空港拡張、ワシントンD.C.
- 1998年: Overture Center、ウィスコンシン州マディソン
- 1998年: ペトロナスツインタワー、クアラルンプール、マレーシア
- 1998年: Schuster Center、オハイオ州デイトン
- 1998年：琵琶湖ホテル・浜大津アーカス（Biwako Hotel Hama-otsu Aqus）、滋賀県大津市

- 2000年: Boston Bank Building、ブエノスアイレス、アルゼンチン
- 2000年: KABC-TV
- 2000年: 倉吉パークスクエア・鳥取県立倉吉未来中心、鳥取県倉吉市
- 2001年: シティグループ・センター（Citigroup Center）、25カナダ・スクエア、カナリー・ワーフ、ドックランズ、ロンドン
- 2001年: 大阪歴史博物館、大阪市
- 2001年: Bucksbaum Center for the Arts、グリネル大学、アイオワ州グリネル
- 2001年: Athletic and Fitness Center、グリネル大学、グリネル
- 2001年: 愛宕グリーンヒルズ、東京都
- 2002年: 中之島三井ビルディング、大阪市
- 2003年: ジェラルド・ラトナー体育センター、シカゴ大学、シカゴ -
- 2003年: 香港国際金融中心、香港
- 2003年: ドラマ・映画センター&マーテル劇場、ヴァッサー大学、ポキプシー
- 2003年: 25 Bank Street、カナリー・ワーフ、ドックランズ、ロンドン
- 2003年: 40 Bank Street、カナリー・ワーフ、ドックランズ、ロンドン
- 2004年: ゴールドマン・サックス・タワー、ニュージャージー州ジャージーシティ
- 2004年: 国立国際美術館、大阪市
- 2004年-2005年: BOK Center、オクラホマ州タルサ -
- 2005年: Cira Centre、ペンシルベニア州フィラデルフィア
- 2005年: Repsol-YPF Building、ブエノスアイレス、アルゼンチン
- 2005年: Malone Engineering Center、イェール大学、コネチカット州ニューヘイブン
- 2006年: Federal Building Eastern District Courthouse、ニューヨーク市ブルックリン -
- 2006年: Science and Engineering Research and Classroom Complex、ヒューストン大学、テキサス州ヒューストン
- 2006年: ミネアポリス公立図書館中央支所（Minneapolis Public Library's Central branch）、ミネアポリス
- 2006年: Joe Rosenfield '25 Campus Center、グリネル大学、グリネル
- 2006年: セゲルストロム芸術センター、コスタメサ
- 2006年: Thomas E. Golden Jr. Center, St. Thomas More Catholic Chapel and Center、イェール大学、ニューヘイブン
- 2007年: St. Regis Residences & Hotel、メキシコシティ、メキシコ
- 2007年: Puerto Triana, office building、セビリア、スペイン
- 2009年: Costanera Center、サンティアゴ、チリ
- The Landmark Tower、アブダビ、アラブ首長国連邦
- 2009年?: South Station Tower、マサチューセッツ州ボストン
- 2009年: ウィニペグ国際空港新ターミナル、ウィニペグ、カナダ
- 2010年: トーレメソアメリカ (トゥストラグティエレス、メキシコ)
- 2011年: 東京アメリカンクラブ及び麻布台パークハウス、東京[5]
- 2012年: アークヒルズ仙石山森タワー、東京[6]
- 2013年: Mirador del Valle、サルタ、アルゼンチン
- 2014年：あべのハルカス、大阪市
- 2023年: 麻布台ヒルズ、東京[6]

## 著書
- 1999年: Observations for Young Architects (Monacelli Press)